# کوستک

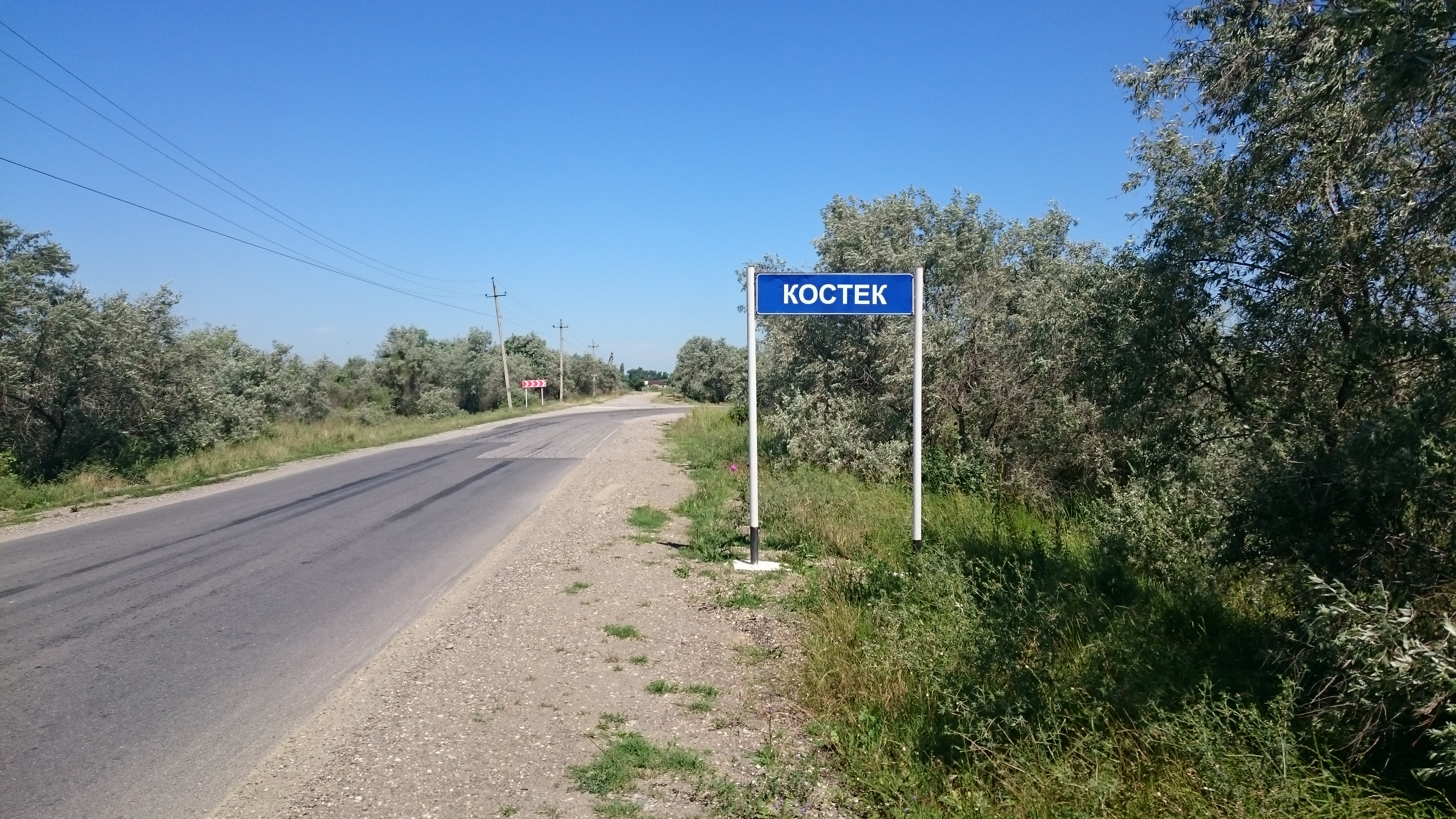
منطقه ای در کوستک

کوستک (به لاتین: Kostek) یک روستا در داغستان روسیه است که در خاساویورت واقع شده‌است.